# ТЕС Стратфорд/Таранакі
ТЕС Стратфорд/Таранакі — теплова електростанція на Північному острові Нової Зеландії.
У 1976 році ввели в дію ТЕС Стратфорд, що отримала вісім встановлених на роботу у відкритому циклі газових турбін Pratt and Whitney FT4. Вони були змонтовані на роботу попарно (TwinPak) і кожна така установка мала потужність 50 МВт, що забезпечувало станції загальний показник у 200 МВт.
У 1998-му побіч запустили ТЕС Таранакі, що отримала парогазовий блок комбінованого циклу потужністю 357 МВт, в якому одна газова турбіна живила через котел-утилізатор одну парову турбіну. Згодом потужність цього блоку збільшили до 377 МВт. Паливна ефективність блоку становить 56,7 %.
У 2001-му наявні газові турбіни вивели з експлуатації та перемістили на майданчик австралійської ТЕС Воллей-Пауер.
Натомість у 2011-му запустили нову пікову ТЕС Стратфорд, що отримала дві встановлені на роботу у відкритому циклі газові турбіни General Electric LMS100 потужністю по 100 МВт. Паливна ефективність нових газотурбінних установок дорівнює 46 %.
Станція була спроєктована з розрахунку на природний газ, який подається по перемичці довжиною 9 кілометрів з діаметром 500 мм від трубопроводу Франклей-Роад – Капуні. У 1990-му на майданчик ТЕС Стратфорд також почало надходити блакитне паливо, подане по газопроводу від родовища Вайхапа.
Для охолодження використовують воду з річки Патеа.